# Ni reprise, ni échangée
Pour les articles homonymes, voir Ni repris ni échangé.
Ni reprise, ni échangée est un téléfilm franco-belge réalisé par Josée Dayan et diffusé le 13 septembre 2010 sur la RTBF et le 27 septembre 2010 sur TF1.

## Synopsis
Juliette, l'épouse richissime de Louis, est enlevée avec la complicité de son chauffeur, par des kidnappeurs improvisés. Leur demande d'une modeste rançon est reçue par un mari ravi d'être débarrassé de son épouse. Comme les demandes de rançon suivantes sont toujours ignorées, Juliette convainc ses ravisseurs de la libérer pour se venger.

## Fiche technique
- Scénario : Nicolas Bedos
- Durée : 95 minutes
- Pays :  France,  Belgique

## Distribution
- Muriel Robin : Juliette
- Gilbert Melki : Louis
- Arielle Dombasle : Diane
- Marianne Epin : Maria
- Mohamed Fellag : Gérard
- Alex Lutz : Jérôme
- Noémie Rosenblatt : Émilie
- Nicolas Bedos : Jean-Pierre
- Philippe Beglia : Le majordome
- Lise Lamétrie : Josiane
- Yann Abram : David, l'assistant zélé
- Jérôme Kircher : Franck, le chauffeur
- Alexander Dreymon (crédité Alexander Doetsch) : Alexandre

## Production
Ce téléfilm est la troisième collaboration entre la réalisatrice Josée Dayan et la comédienne Muriel Robin et la deuxième collaboration entre elles et le scénariste Nicolas Bedos, après Folie douce, en 2009.

## Accueil critique
Lors de la rediffusion sur TF1 Séries Films, en juillet 2018, Moustique pointe le « regard acerbe [de la réalisatrice] sur la bourgeoisie de province » et l'énergie de Muriel Robin.